# Martina Rieger
Martina Rieger (* 1. Dezember 1969 in Frankfurt am Main) ist eine deutsche Psychologin. Sie ist Professorin für Allgemeine und Experimentelle Psychologie und Leiterin des Instituts für Psychologie an der Tiroler Privatuniversität UMIT Tirol.

## Leben und Wirken
Martina Rieger besuchte von 1976 bis 1980 die Grundschule Buchhügel in Offenbach am Main und anschließend bis 1989 die Albert-Schweitzer-Schule, wo sie ihr Abitur mit der Note 1,5 ablegte.
Ab 1989 studierte sie Psychologie an der Philipps-Universität Marburg. Sie verbrachte 1993/94 ein Studienjahr an der University of Edinburgh in Schottland. Ihr Psychologiestudium in Marburg schloss sie im April 1997 mit dem Diplom mit der Note „sehr gut“ ab. Der Titel ihrer Diplomarbeit lautete „Aufmerksamkeit und Gedächtnis bei Narkolepsie und Schlaf-Apnoe“.
Von 1997 bis 1999 war sie wissenschaftliche Mitarbeiterin an der Philipps-Universität Marburg. Anschließend arbeitete sie von 1999 bis 2001 für die Deutsche Gesellschaft für Schlafforschung und Schlafmedizin in Schwalmstadt-Treysa. Parallel war sie 2000 als wissenschaftliche Mitarbeiterin an der RWTH Aachen tätig. Außerdem promovierte sie im Jahr 2000 mit ihrer Dissertation mit dem Titel „Neuroanatomical correlates and consequences of the inhibition of ongoing responses“ im Fachbereich Psychologie an der Philipps-Universität Marburg.
Von 2001 bis 2007 war sie wissenschaftliche Mitarbeiterin am Max-Planck-Institut für Kognitions- und Neurowissenschaften. 2007 habilitierte sie mit ihrer Arbeit „Handlungsziele in der Handlungssteuerung“ an der Martin-Luther-Universität Halle-Wittenberg. 2008 übernahm sie eine Lehrvertretung am University College London, bevor sie 2009 als wissenschaftliche Mitarbeiterin an das Max-Planck-Institut für Kognitions- und Neurowissenschaften in Leipzig zurückkehrte.
Von 2009 bis 2011 war sie als Professurvertreterin für Allgemeine Psychologie I an der Johann Wolfgang Goethe-Universität Frankfurt am Main tätig. Anschließend wurde sie 2011 zur außerordentlichen Professorin an der Privaten Universität für Gesundheitswissenschaften, Medizinische Informatik und Technik (UMIT) in Hall in Tirol ernannt. Seit 2014 leitet sie dort das Institut für Psychologie und wurde 2016 zur Professorin an der UMIT berufen.

## Arbeits- und Forschungsschwerpunkte
Martina Rieger beschäftigt sich in ihrer Forschung mit kognitiven und neuropsychologischen Aspekten der Handlungskontrolle, einschließlich den Themen Handlungsausführung, Handlungshemmung sowie bimanueller und unimanueller Koordination. Einen besonderer Fokus legt sie dabei auf die Handlungsbeobachtung, Handlungsvorstellungen und motorische Expertise in Bereichen wie Sport, Musik und Tippen. Zudem untersucht sie das subjektive Erleben von Kontrolle über eigene Handlungen (Agency) sowie kognitive Veränderungen im Alter. Ein weiteres ihrer Forschungsgebiete umfasst den Zusammenhang zwischen Kognition und Schlaf.

## Publikationen (Auswahl)
- mit Jochen Müsseler: Allgemeine Psychologie., Springer Berlin, Heidelberg 2024, ISBN 978-3-662-68475-7.

## Mitgliedschaften
- Deutsche Gesellschaft für Psychologie
- Psychonomic Society
- Österreichische Gesellschaft für Psychologie